# غرايفري
غرايفري (بالفرنسية: Gravière)‏ هي كومونا تقع في( مدينة تورينو الحضرية )في المنطقة الإيطالية بيدمونت ، وتقع حوالي 50 كيلومتر (31 ميل) غرب مدينة تورينو. حتى عام 1713 ،هي أول كومونا في فال دي سوزا في دوقية سافوي عندما ضمت من فرنسا ، حيث ان الجزء العلوي من الوادي كان جزءًا من المملكة الأخيرة.

## روابط خارجية
- الموقع الرسمي